# 7803 Adachi
7803 Adachi este un asteroid din centura principală de asteroizi.

## Descriere
7803 Adachi este un asteroid din centura principală de asteroizi. A fost descoperit pe 4 martie 1997 la Ōizumi de Takao Kobayashi. El prezintă o orbită caracterizată de o semiaxă mare de 2,79 ua, o excentricitate de 0,05 și o înclinație de 5,0° în raport cu ecliptica.